# Wu Rong
Wu Rong (chinois : 吴融 ; chinois traditionnel : 吴融 ; pinyin : Wú Róng ; Wade : Wu² Jung²) avec le prénom de courtoisie Zi Hua (子華 ; littéralement « maître Hua ») est un fonctionnaire et un poète de la fin de la dynastie Tang. Originaire de Shanyin, Yuezhou (越州) (aujourd’hui Shaoxingvol. 203, Zhejiang), il naît en 850 et meurt en 903. Il vit pendant une époque plus chaotique, contradictoire et sombre que la période antérieure. Il vit sous les règnes de quatre empereurs : les règnes des empereurs Xuānzong (宣宗), Yizong (懿宗), Xizong (僖宗) et Zhaozong (昭宗). 

## Biographie
Né en la quatrième année de Dazhong sous l’empereur Xuanzong de la dynastie Tang, en 850, fils de Wu Zhu, frère aîné de Wu Tui, il naît pendant une époque chaotique 
. Son grand-père, Zhu, était célèbre sous l’ère Dazhong pour sa droiture et sa hauteur de caractère, on lui avait attribué le titre de « Wenjian Xiansheng », littéralement « Monsieur Lettré et Simple ».
Wu Rong est ami avec l’historien et poète Wang Dingbao dont il marie la fille. Wu Rong étudie par ses propres moyens. Au départ, il est studieux, riche en style d’expression, habile et rapide, il jouit d’une certaine réputation. Son style littéraire est riche et élégant. Il lie connaissance et a une correspondance poétique avec les poètes Han Wo (韓偓), Fang Gan ( 顾况) ainsi qu’avec le moine-poète Guan Xiu (貫休), entre autres.
En 865, Wu Rong commence à participer aux examens impériaux sous l’empereur Xizong. Il échoue et ce n’est que 889, soit 24 ans plus tard sous Zhao Zong qu’il réussit l’examen. Il a alors déjà quarante ans.
Après avoir obtenu son diplôme de jinshi, la carrière officielle de Wu Rong n’est pas facile. D’abord, il accompagne le chancelier Wei Zhaodu (?-895) dans la campagne militaire pour pacifier la révolte dans le Shu, servant de secrétaire responsable des registres officiels. Mais il revient de cette campagne sans succès. 
En 891, de retour à la cour, il est promu plusieurs fois jusqu’à atteindre le poste d’inspecteur impérial. Mais, en 895, il est accusé d’avoir commis une ou des fautes administratives, il est destitué de son poste et il erre dans la région de Jingnan, trouvant refuge auprès de Cheng Rui. 
Ce n’est qu’en 896 qu’il est rappelé à la capitale pour occuper le poste officiel d’assistant de gauche chargé des manquements. Puis, il est nommé directeur adjoint au sein du ministère des Rites. Ensuite, il est nommé provisoirement académicien de la prestigieuse Académie Hanlin et enfin il est promu secrétaire au département du Secrétariat central,,v. 203.
En 901, Wu Rong reçoit l’ordre de rédiger un édit devant l’empereur Zhao Zong. Il accomplit rapidement la tâche et reçoit de grands éloges de l’empereur. Il est promu vice-ministre des Finances,. 
Pendant l’hiver de la même année (901), lors de la rébellion de Zhu Quanzhong, la cour doit se replier à Fengxiang après avoir été prise en otage et Wu Rong est obligé de fuir la capitale et il se réfugie comme invité à Wenxiang.
Au premier mois de 903,  Zhaozong retourne à la capitale Chang'an et rappelle Wu Rong et le promeut au poste d’émissaire et rédacteur officiel des édits impériaux à l’Académie Hanlin. 
Wu Rong meurt en fonction à l’âge de cinquante-quatre ansv. 203.
Trois ans après la mort de Wu Rong, l’empire Tang, qui avait connu une grande prospérité, disparaît de l’histoire. Il est donc vraisemblable de dire que Wu Rong a été l’un des témoins de la chute totale de l’empire dynastie Tang .
Wu Rong a eu trois fils, l’aîné Wu Jun, le deuxième Wu Ji, le troisième Wu Han. 
Au cours de sa vie, il a connu des hauts et des bas dans sa carrière officielle, plusieurs fois favorisé puis rapidement rétrogradé ou exilé, ce qui est étroitement lié à la situation politique instable de la fin de la dynastie Tang. Cette période chaotique le fait errer toute sa vie et façonne sa personnalité contradictoire et mélancolique, ainsi que la poésie enveloppée d’une douce tristesse qu’il a laissée. Wu Rong prône une pensée politique éducative et de réforme sociale confucéenne ce qui le pousse, face au déclin inéluctable de la dynastie Tang tardive, à ne jamais fuir la réalité, et à finir sa vie en fonction en tant que chancelier des Hanlin.

## Poésie
Wu Rong excelle dans une poésie qui présente une variété et une richesse thématiques. Très remarquables, ses poèmes ont un style poétique qui poursuit la tradition des poètes de la fin de la dynastie Tang tels que Wen Tingyun et Li Shangyin. Sa poésie comprend à la fois des œuvres d’une satire très profonde, et d’autres, extrêmement légères et frivoles, sans oublier de nombreux poèmes exprimant la tristesse de l’automne et la mélancolie du printemps.
Plus de trois cents poèmes de Wu Rong sont parvenus jusqu’à aujourd’hui. 
Il critique la politique de son temps avec une plume franche et incisive, exprime ses sentiments avec une écriture claire et élégante, et chante les choses avec une plume raffinée. C’est pourquoi il jouissait d’une grande réputation, étant respecté par ses pairs comme un maître.